# Обична корална змија
Oбична корална змија (лат. Micrurus fulvius), позната као источна корална змија, северноамеричка коралска змија, америчка кобра и још много тога, врста је врло отровне, али мале коралне змије у породици Elapidae. Врста је ендемична за југоисточне Сједињене Америчке Државе.